# ورزشگاه ال مونینون
ورزشگاه ال مونینون (به اسپانیایی: El Molinón) با ظرفیت ۲۹٬۰۲۹ نفر یکی از ورزشگاه‌های فوتبال کشور اسپانیا است که در شهر خیخن/کسیکسن ایالت آستوریاس واقع شده‌است. این ورزشگاه در سال ۱۹۰۸ بازگشایی شد و در حال حاضر بازی‌های خانگی اسپورتینگ گیخون در آن برگزار می‌گردد.